# Revaluering
En revaluering er det fænomen, at et land politisk/administrativt beslutter at forøge landets valutakurs i forhold til andre valutaer. Det betegner dermed det modsatte af en devaluering. En revaluering kan ligesom en devaluering pr. definition kun foretages af lande, der aktivt styrer deres valutakurser (dvs. fører fastkurspolitik). En stigning i valutakursen, som ikke skyldes en politisk beslutning, men er drevet af markedskræfterne på valutamarkedet, betegnes i stedet en appreciering, omend man ofte ser begreberne revaluering/appreciering brugt forkert parallelt til devaluering/depreciering.
Revalueringer ses betydeligt sjældnere end devalueringer. En revaluering vil forbedre et lands bytteforhold og samtidig forværre landets konkurrenceevne. En revaluering vil virke dæmpende på det hjemlige aktivitetsniveau og inflationen i det pågældende land. Et eksempel på et land, som gennemførte en række revalueringer i 1970'erne parallelt til nabolandenes devalueringer, er Vesttyskland.